# Trofeo Baracchi 1983
Il Trofeo Baracchi 1983, trentaduesima edizione della corsa, si svolse il 23 ottobre 1983, da Pontedera a Pisa, su un percorso di 98,2 km.   
La vittoria fu conquistata dalla coppia Daniel Gisiger e Silvano Contini, che completarono il percorso in 2h05'05", precedendo Hennie Kuiper e Adrie van der Poel, che si aggiudicarono il secondo posto, e Tommy Prim e Alf Segersall, che salirono sul terzo gradino del podio.
I corridori che presero il via in questa edizione della corsa erano 18, suddivisi in 9 coppie. 

## Ordine d'arrivo (Top 10)
| Pos. | Corridore                        | Tempo     |
| ---- | -------------------------------- | --------- |
| 1    | Daniel Gisiger Silvano Contini   | 2h031'31" |
| 2    | Hennie Kuiper Adrie van der Poel | a 1'10"   |
| 3    | Tommy Prim Alf Segersall         | a 3'34"   |